# Cratere Onon
Onon  è un cratere sulla superficie di Marte.